# HIV Drug Resistance Database
HIV Drug Resistance Database, ook wel bekend als Stanford HIV RT and Protease Sequence Database is een database bij Stanford-universiteit die 93 gewone mutaties van Hiv bijhoudt. Het is in 2008 samengesteld met 93 gewone mutaties, na een initiële mutatiecompilatie in 2007 van 80 mutaties. De laatste lijst maakt gebruik van data van andere laboratoria in Europa, Canada en de Verenigde Staten, waaronder meer dan 15.000 sequenties van onbehandelde personen.